# Němčice (Prachaticei járás)
Němčice település Csehországban, a Prachaticei járásban. Němčice Radošovice, Mahouš, Chvalovice, Babice és Sedlec településekkel határos. Lakosainak száma 180 fő (2024. január 1.).

## Népesség
A település lakosságának változását az alábbi diagram mutatja:
| Lakosok száma | 278  | 286  | 287  | 207  | 171  | 187  | 194  | 198  | 193  | 180  |
|               | 1869 | 1890 | 1921 | 1950 | 1980 | 2001 | 2017 | 2019 | 2022 | 2024 |